# Дрилбит Тейлър
„Дриблит Тейлър“ (на английски: Drillbit Taylor) е американски комедиен филм от 2008 г. на режисьора Стивън Брил, продуциран от Джъд Апатоу, Сюзън Арнолд и Дона Аркоф Рот, по сценарий на Кристофор Браун и Сет Роугън, по сюжета на Джон Хюз (последната му филмова работа преди смъртта му през 2009 г.). Във филма участват Оуен Уилсън, Нейт Хартли, Трой Джентиле, Дейвид Дорфман, Алекс Фрост, Джош Пек и Лесли Ман. Филмът е пуснат от Paramount Pictures на 21 март 2008 г.